# Hagen Klie
Hagen Klie (* 1947 oder 1948) ist ein ehemaliger deutscher Wasserskifahrer.
Klie trainierte beim Verein WMC Hann. Münden. Er wurde in den Jahren 1972 bis 1974 dreimal in Folge deutscher Meister im Springen. 
1972 nahm er an den olympischen Demonstrationswettbewerben im Wasserski teil und errang die Silbermedaille im Springen.